# George Baldock
George Baldock, född 9 mars 1993 i Buckingham, Buckinghamshire, död 9 oktober 2024 i Glyfada, Grekland, var en brittisk-grekisk fotbollsspelare. Hans äldre bror, Sam Baldock, är också en fotbollsspelare.

## Klubbkarriär
Den 13 juni 2017 värvades Baldock av Sheffield United, där han skrev på ett treårskontrakt. Den 19 augusti 2019 skrev Baldock på ett nytt treårskontrakt med Sheffield United. Den 12 december 2020 förlängde han sitt kontrakt i klubben fram till sommaren 2024.
Den 29 maj 2024 värvades Baldock av Panathinaikos, där han skrev på ett treårskontrakt.

## Landslagskarriär
Den 27 maj 2022 blev Baldock för första gången uttagen i Greklands landslag av förbundskaptenen Gus Poyet inför landets Nations League-matcher följande månad. Baldock debuterade för Grekland den 2 juni 2022 i en 1–0-vinst över Nordirland, där han blev inbytt på övertid mot Lazaros Rota.